# ACSL5
Ácido graso de cadena larga: la CoA ligasa 5 es una enzima que en los seres humanos está codificada por el gen ACSL5. Cataliza la conversión de ácidos grasos de cadena larga a su forma activa acil-CoAs tanto para la síntesis de lípidos celulares como para la degradación a través de la beta-oxidación. ACSL5 puede activar ácidos grasos de fuentes exógenas para la síntesis de triacilglicerol destinado al almacenamiento intracelular. Utiliza una amplia gama de ácidos grasos saturados, en particular los ácidos grasos insaturados C16-C18. Se sugirió que también puede estimular la oxidación de ácidos grasos. En la punta de las vellosidades del eje cripta-vellosidad del intestino delgado puede sensibilizar las células epiteliales a la apoptosis desencadenada específicamente por el ligando de muerte TRAIL. Puede tener un papel en la supervivencia de las células de glioma.
La proteína codificada por este gen es una isoenzima de la familia de las ligasas de coenzima A de ácidos grasos de cadena larga. Aunque difieren en la especificidad del sustrato, la localización subcelular y la distribución tisular, todas las isoenzimas de esta familia convierten los ácidos grasos de cadena larga libres en ésteres de acil-CoA grasos y, por tanto, desempeñan un papel clave en la biosíntesis de lípidos y la degradación de los ácidos grasos. Esta isoenzima se expresa en gran medida en el útero y el bazo, y en trazas en el cerebro normal, pero tiene niveles marcadamente elevados en los gliomas malignos. Este gen actúa como mediador del crecimiento de células de glioma inducido por ácidos grasos. Se han encontrado tres variantes de transcripción que codifican dos isoformas diferentes para este gen.